# Den ständiga resan
A Den ständiga resan című album Marie Fredriksson svéd énekes-dalszerző 4. svéd nyelvű stúdióalbuma, mely 1992. október 9-én jelent meg az EMI Sweden kiadónál. Az album a Roxette Join the Joyride!Tour turné kezdetéig készült, és a dalszövegek Fredriksson "sötétebb" oldalát mutatják be. A "Så länge det lyser mittemot"  és a "Mellan sommar och höst" kislemezen jelentek meg. Ez utóbbi dal, valamint a "Så stilla så långsamt"  és a "Det regnar igen" szintén Top 10-es slágerlistás helyezés volt a svéd airplay listán.
Az album sikeres volt, és a legkeresettebb abban az időben Svédországban, valamint a legkritikusabb is. Két hétig volt 1 helyezett a svéd albumlistán, és egy hónapon belül platina helyezéssel jutalmazták. 2002-től az album több mint 185.000 példányban kelt el Svédországban, és továbbra is az egyetlen olyan stúdióalbuma, mely Svédországon kívül felkerült a norvég albumlistájának első húsz helyezettje közé. A Skandináviában elért sikerek láttán az EMI nemzetközi piacra is megjelentette az albumot, így jelent meg Japánban, Tajvanon, Indonéziában, és Malajziában is.

## Az album összetétele és stílusa
A "Den ständiga resan" volt Fredriksson első szólólemeze 1987 óta, melyet a Gyllene Tider és a MaMas Barn basszusgitárosa Anders Herrlinnel közösen készítettek. Az album különféle zenei műfajokat vonultat fel, mint az alternatív rock, akusztikus rock, ambient pop, és hard rock, valamint blues rock, és jazz pop elemeket is tartalmaz. Az album minden dalát Fredriksson írta, és a zenék túlnyomó részét is ő szerezte. Kivéve az "Ett enda liv" , az "Den där novemberdan" és a "Vem tror du att du är?" című dalokat, melyet Herrlinnel közösen írtak. A dalok írása közben Fredriksson a Roxette "Join the Joyride!Tour-ra készült, majd később azt nyilatkozta a turnéról: "Tényleg megtanulod élni az életet – egy nagyon furcsa életet, – mert szinte mindig utazol, és mindig vannak körülötted emberek, bárhol is vagy, ritkán van békéd, és csend, hogy az ember önmaga legyen...én csak ültem, és írtam az album dalait. Miközben ebédeltem, akkor volt csak csend. Ez már önmagában zavaró volt a megszokott rutin mellett. "
Az album a Fredriksson által írt legszívszorítóbb lírai elemeket tartalmazza. Így nyilatkozta: "A dalokat úgy írtam le, hogy tiszta és lenyűgöző, mint egy kín, melyről azt gondoltam, hogy soha nem tudok erről írni, a nagyon sötét gondolatokról, melyek bennem vannak." A dalszövegek egy repülőgépen íródtak New York felé, majd amikor kész lett a szöveggel, Fredriksson megmutatta az egyik legjobb barátjának, aki azt mondta, hogy "Nem tudsz erről énekelni, nem tudod eljátszani, mert az emberek úgy fogják gondolni, hogy öngyilkosságot fogsz elkövetni". "Szörnyű volt ezeket a véleményeket megkapni, de visszatekintve, amikor elolvastam a dalszövegeket rájöttem, hogy fontos üzenete van. Le kell győzni ezeket az érzéseket" – nyilatkozta Fredriksson. A "Så länge det lyser mittemot" című dal szövege akkor íródott, amikor Fredriksson egy hosszabb turné után visszatért stockholmi apartmajába. "Sokat utaztam, talán három, vagy négy hónapig, és annyira egyedül éreztem magam, amikor visszatértem a poros, üres lakásba. Nagyon nyomasztó volt, hogy senki nem járt ott azóta. Ültem a kanapén, és kinéztem a szomszédom kertjére, mely gyönyörűnek tűnt, miközben sütött a nap. Akkor éreztem, hogy nem vagyok teljesen egyedül. Furcsa, de egyben megnyugtató gondolat volt. – nyilatkozta Fredriksson. Az "Ett enda liv" című dalt Fredriksson egyik gyermekkori barátjának öngyilkossága ihlette.

## Sikerek
A lemez 1992. október 9-én jelent meg, és azonnali siker volt. Továbbra is a legkeresettebb és legkritikusabb szólóalbuma. A svéd albumlistán a 2. helyen debütált, majd két hét múlva 1. helyezést ért el. A svéd hanglemezipari szövetség a kiadástól számított 1 hónapon belül platina helyezéssel jutalmazta a 100.000 példányszámot meghaladó eladások alapján. 2002 óta az album 185.000 példányszámban kelt el, és Svédországon kívül a norvég albumlistára is felkerült, ahol a 17. helyet sikerült megszereznie. Håkan Pettersson svéd újságíró úgy nyilatkozott az albumról, hogy az album "újjáéledt" és a legjobb albumok listáján szerepel a 3. helyen. A svéd televízió Fredriksson nagy remekművének, és felnőttkori nehézségeinek hangzásának nevezte az albumot, melyet úgy hangszereltek, hogy ugyanazon hangzásra hangolták, mint a felnőttkori magányt, és csalódást.  Fredriksson három kategóriában is jelölték, úgy mint az Év művésze, az év dalszerzője, és a legjobb pop/rock énekesnőnek járó díj kategóriában, melyet meg is nyert.
A "Så länge det lyser mittemot" az album vezető kislemeze volt, mely 1992. október 28-án jelent meg, és melyet a "Den där novemberdan" album változata követett. A dal a svéd rádiós listán a 17. helyezett volt. Az album népszerűsítését Fredriksson az 1992 novemberében indult koncertturnén népszerűsítette, mely decemberig tartott. Az album további három dala a "Så stilla så långsamt", "Det regnar igen "és a" Mellan sommar och höst " című dalok a svéd kislemezlistán, és airplay listán is megfordultak. Utóbbit Svédországban jelentették meg 1993. február 26-án, és mindössze 640 példányszám készült belőle. A "Bara för en dag", "Värdighet" és "Den bästa dagen" élő verzióit mutatták be a stockholmi cirkuszban 1992. december 7-én.
Az albumot az EMI a nagy sikerre való tekintettel megjelentette Svédországon kívül is. Ez volt az első svéd nyelvű szólóalbuma, mely az országon kívül is megjelent. Európában november 13-tól lehetett kapni. Japánban karácsonykor jelent meg, Tajvanban, és Indonéziában, valamint Malajziában különböző időpontokban került a boltokba. Az albumot később Svédországban újra kiadták 2003. március 5-én. Ez a változat négy bónusz dalt tartalmazott, melyek közül három az 1988-as Cornelis Vreeswijk tribute albumáról származott. A "Felicia – Adjö" című dal első helyezett volt a Svenkstoppen listán, valamint az 1989-es "Sparvöga" című dal is felkerült rá, mely eddig albumon nem jelent meg.

## Formátum és számlista
| 1. | Intro                       |                                               | 0:48 |
| 2. | Det regnar igen             | "It's Raining Again"                          | 4:42 |
| 3. | Så stilla så långsamt       | "So Still, So Slow"                           | 5:40 |
| 4. | Den ständiga resan          | "The Eternal Journey"                         | 4:15 |
| 5. | Så länge det lyser mittemot | "As Long as There Is Light on the Other Side" | 5:16 |
| 6. | Där isen är som tunnast     | "Where the Ice Is Thinnest"                   | 4:27 |
| 7. | Medan tiden är inne         | "While There Is Still Time"                   | 3:45 |

| Den ständiga resan – LP/Cassette: Side B | Den ständiga resan – LP/Cassette: Side B | Den ständiga resan – LP/Cassette: Side B | Den ständiga resan – LP/Cassette: Side B | Den ständiga resan – LP/Cassette: Side B | Den ständiga resan – LP/Cassette: Side B | Den ständiga resan – LP/Cassette: Side B | Den ständiga resan – LP/Cassette: Side B | Den ständiga resan – LP/Cassette: Side B | Den ständiga resan – LP/Cassette: Side B |
| #                                        | Cím                                      | Angol fordítás                           | Hossz                                    |                                          |                                          |                                          |                                          |                                          |                                          |
| ---------------------------------------- | ---------------------------------------- | ---------------------------------------- | ---------------------------------------- | ---------------------------------------- | ---------------------------------------- | ---------------------------------------- | ---------------------------------------- | ---------------------------------------- | ---------------------------------------- |
| 8.                                       | Ett enda liv                             | "Only One Life"                          | 4:51                                     |                                          |                                          |                                          |                                          |                                          |                                          |
| 9.                                       | Tid för tystnad                          | "Time for Silence"                       | 3:53                                     |                                          |                                          |                                          |                                          |                                          |                                          |
| 10.                                      | Det jag verkligen ville                  | "What I Really Wanted"                   | 3:41                                     |                                          |                                          |                                          |                                          |                                          |                                          |
| 11.                                      | Den där novemberdan                      | "That November Day"                      | 4:41                                     |                                          |                                          |                                          |                                          |                                          |                                          |
| 12.                                      | Vem tror du att du är?                   | "Who Do You Think You Are?"              | 5:22                                     |                                          |                                          |                                          |                                          |                                          |                                          |
| 13.                                      | Genom ett krossat fönster                | "Through a Broken Window"                | 2:20                                     |                                          |                                          |                                          |                                          |                                          |                                          |
| 14.                                      | Mellan sommar och höst                   | "Between Summer and Autumn"              | 4:19                                     |                                          |                                          |                                          |                                          |                                          |                                          |
| 15.                                      | Outro                                    |                                          | 0:48                                     |                                          |                                          |                                          |                                          |                                          |                                          |
| 16.                                      | Till sist                                | "At Last"                                | 2:19                                     |                                          |                                          |                                          |                                          |                                          |                                          |
| 1:01:18                                  |                                          |                                          |                                          |                                          |                                          |                                          |                                          |                                          |                                          |

| Den ständiga resan – 2003 CD Bonus Tracks | Den ständiga resan – 2003 CD Bonus Tracks | Den ständiga resan – 2003 CD Bonus Tracks | Den ständiga resan – 2003 CD Bonus Tracks | Den ständiga resan – 2003 CD Bonus Tracks | Den ständiga resan – 2003 CD Bonus Tracks | Den ständiga resan – 2003 CD Bonus Tracks | Den ständiga resan – 2003 CD Bonus Tracks | Den ständiga resan – 2003 CD Bonus Tracks | Den ständiga resan – 2003 CD Bonus Tracks |
| #                                         | Cím                                       | Angol fordítás                            | Hossz                                     |                                           |                                           |                                           |                                           |                                           |                                           |
| ----------------------------------------- | ----------------------------------------- | ----------------------------------------- | ----------------------------------------- | ----------------------------------------- | ----------------------------------------- | ----------------------------------------- | ----------------------------------------- | ----------------------------------------- | ----------------------------------------- |
| 17.                                       | Sparvöga                                  | "Sparrow-eye" (or "Hawk-eye")             | 4:10                                      |                                           |                                           |                                           |                                           |                                           |                                           |
| 18.                                       | Ann-katrin, farväl                        | "Ann-Katrin, Farewell"                    | 4:49                                      |                                           |                                           |                                           |                                           |                                           |                                           |
| 19.                                       | Felicia - adjö                            | "Felicia - Goodbye"                       | 4:28                                      |                                           |                                           |                                           |                                           |                                           |                                           |
| 20.                                       | Veronica                                  |                                           | 4:15                                      |                                           |                                           |                                           |                                           |                                           |                                           |
| 1:19:24                                   |                                           |                                           |                                           |                                           |                                           |                                           |                                           |                                           |                                           |

## Slágerlista
| Slágerlista (1992)                           | Legjobb helyezés |
| -------------------------------------------- | ---------------- |
| Norvégia (VG-lista Album Top 40)             | 17               |
| Svédország (Sverigetopplistan Top 60 Albums) | 1                |

## Kiadási előzmények
| Régió                | Dátum              | Formátum                                       | Label           | Katalógus#                                 | Ref.   |
| -------------------- | ------------------ | ---------------------------------------------- | --------------- | ------------------------------------------ | ------ |
| Svédország           | 1992. október 14.  | LP CD MC                                       | EMI             | 4750281 (LP) · 4750282 (CD) · 4750284 (MC) | [ 14 ] |
| Európa               | 1992. november 13. | CD MC                                          | EMI             | 7808802 (CD) · 7808804 (CS)                | [ 14 ] |
| Japán                | 1992. december 24. | CD                                             | Toshiba EMI     | TOCP–50097                                 | [ 15 ] |
| Tajvan               | 1993               | CD                                             | EMI             | 4750282                                    | [ 14 ] |
| Indonézia · Malajzia | 1993               | MC                                             | EMI             | TC–7808804                                 | [ 14 ] |
| Svédország           | 2002. június       | Remastered 24-bit HDCD: Kärlekens guld box set | Capitol Records | 7243 5 40199–2 0                           | [ 14 ] |
| Svédország           | 5 March 2003       | CD                                             | Capitol Records | N/A                                        | [ 14 ] |

## Minősítések
| Ország           | Minősítés | Eladások |
| ---------------- | --------- | -------- |
| Svédország (GLF) | platina   | 100.000  |